# Elmeriobryum brotheri
Elmeriobryum brotheri là một loài Rêu trong họ Hypnaceae. Loài này được R.S. Williams ex Broth. mô tả khoa học đầu tiên năm 1925.